# Horsfieldia romblonensis
Horsfieldia romblonensis är en tvåhjärtbladig växtart som beskrevs av W.J.de Wilde. Horsfieldia romblonensis ingår i släktet Horsfieldia och familjen Myristicaceae. Inga underarter finns listade i Catalogue of Life.